# Haakon I
Haakon de Goede, Oudnoors: Hákon Aðalsteinsfóstri, Noors: den gode (Håkonshellaca, 920 - Slag bij Fitjar, 961) was de derde koning van Noorwegen en de jongste zoon van Harald Veelhaar en zijn bediende Tora Mosterstong. Zijn volledige naam vertaald naar het Nederlands luidt: Haakon I zoon van Harald, opgevoed door Adelstein (Athelstan van Engeland). Hij kwam uit het geslacht Ynglinge.
Volgens de geschriften was zijn moeder aan boord van een schip van Sigurd Ladejarl toen de geboorte van Haakon zich aankondigde. Het schip meerde aan, en de plaats waar de geboorte plaatsvond heet sindsdien Håkonshella, een locatie ten zuidwesten van Bergen. Hij werd opgevoed door koning Athelstan van Engeland, die hem het christelijke geloof bijbracht. Haakon was de eerste koning die in Noorwegen het christendom probeerde in te voeren. Omdat de weerstand te groot was lukte hem dat echter niet.
Haakon keerde na het nieuws van de dood van zijn vader (933) naar Noorwegen terug. Athelstan voorzag hem van schepen en bemanning voor een expeditie tegen zijn halfbroer Erik (I) Bloedbijl, die tot koning was uitgeroepen. Haakon was toen ongeveer 13 jaar oud. Vanwege zijn optreden was Erik niet erg geliefd bij het volk, en Haakon kreeg de steun van de Noorse hoofdmannen bij zijn terugkeer. Eerst werd hij tot koning over het gebied Trøndelag gekroond, en later ook over de rest van Noorwegen. Hij verlaagde de belastingen en heerste zonder te plunderen en brand te stichten, in tegenstelling tot hetgeen zijn halfbroer had gedaan. Hierdoor kreeg hij spoedig de bijnaam "de Goede".
Wat betreft het mislukken van het kerstenen van Noorwegen, kunnen we er waarschijnlijk van uitgaan dat hij zendelingen en "beloningen" voor de bekeerlingen meebracht uit Engeland. In het bijzonder was de weerstand in Trøndelag groot. Volgens de mensen zorgde hun oude, heidense geloof voor goede oogsten en vooruitgang. Ze wilden dat Haakon hun offers aan de goden offerde tijdens de ceremoniën (Noors: Blot). Het werd hem niet in dank afgenomen dat hij het kruisteken boven de schaal van Wodan maakte, de volgende avond eisten de boeren van hem dat hij van het geofferde paardenvlees zou eten. Haakon weigerde dit.
In het zuidwesten van Noorwegen ging het er echter anders aan toe. Hier wordt er niet over grote weerstand verhaald, en een reden hiervoor kan zijn dat er reeds veelvuldig contact met christelijke gebieden, zoals Engeland en Ierland, bestond. Het is waarschijnlijk dat de koningsboerderij te Avaldsnes, waar zijn vader Harald Veelhaar (Harald I) en later hijzelf woonde, een belangrijke rol in dit proces heeft gehad. De eerste kerk die hier is gebouwd, wordt voor het eerst rond 1020 genoemd, overigens zonder dat het exacte bouwjaar is vermeld. Dit maakt het aannemelijk dat er reeds in de tijd van Haakon een kerk werd gebouwd.
In zijn tijd lag het zwaartepunt van de macht in het westen van Noorwegen. De zonen van Erik Bloedbijl sloten een verbond met de Deense koning Harald Blauwtand, broer van koningin Gunhild (Eriks vrouw), en Haakon moest Noorwegen meerdere malen tegen hun verdedigen. Rondom 950 vond een veldslag plaats te Avaldsnes. Hij kwam met zijn leger uit het noorden, terwijl de Erikszonen uit het zuiden aanvielen. De slag werd door Haakon gewonnen, en de Erikszonen werden verjaagd.

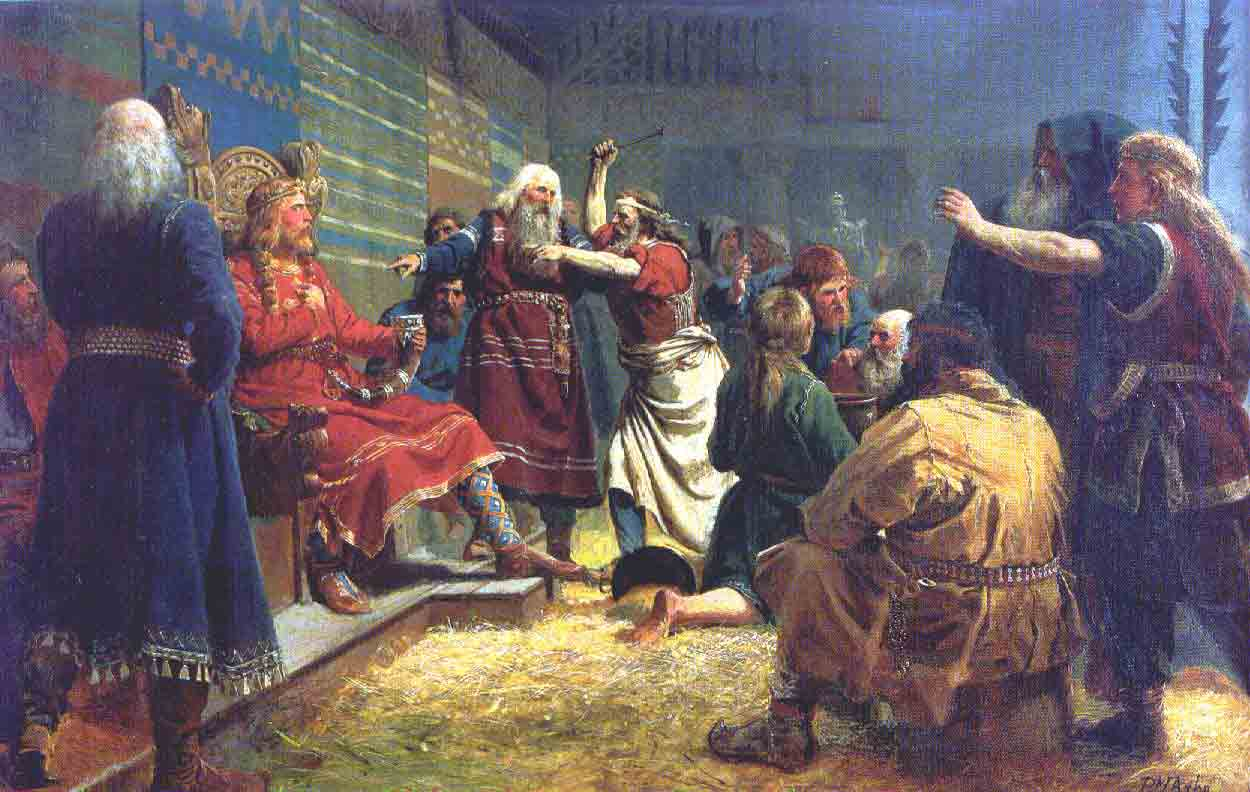
Haakon de Goede

Hierna voerde hij een nieuwe wet in. Het betreft een verbetering van de Leidangr die eerder door zijn vader was ingevoerd. De maatregel was in eerste instantie defensief van aard: elke regio (Skipreid) is verplicht om een langschip, voldoende bemanning en proviand aan de koning te leveren om het land te verdedigen. Dit leverde ongeveer 100 volledig uitgeruste schepen op. Verder organiseerde Haakon een waarschuwingssysteem langs de Noorse kust. Er werden varder op hoge bergtoppen opgericht waar grote vuurstapels werden gebouwd die bij onraad door de aanwezige wacht konden worden aangestoken. Zodoende kon in korte tijd de "hele" kust worden gemobiliseerd. Belangrijk hierbij was uiteraard, dat het zicht van top naar top onbelemmerd moest zijn.
Van oudsher was het voor alle vrije mannen in de dorpen gewoon om op het Alting bijeen te komen. Dit was een bijeenkomst waar men overlegde, oordeelde en nieuwe wetten aannam. Haakon zorgde ervoor dat de daar genomen besluiten voor grotere gebieden geldig werden; van dorpsniveau naar landsdeel. Noorwegen kreeg twee lagting (Gulating (in overleg met Torleiv Spake) en Frostating (in overleg met Sigurd Jarl en andere hoofdmannen uit Trondheim)) die wellicht als voorlopers van het huidige Noorse parlement kunnen worden gezien. Ze werden de basis voor een formeler samenwerking tussen koning en boeren.
Tijdens de Slag bij Fitjar op het eiland Stord in 961 raakt Haakon (die de winnaar van de slag was) door een pijl in zijn arm gewond, waarna hij wegens verbloeding overlijdt. Hij is begraven in een grafheuvel op de koninklijke boerderij Seim in de provincie Nordhordland. De saga's verhalen dat hij een dochter zou hebben gekregen, maar zonen worden niet genoemd. De opvolgingskwestie werd geregeld doordat Harald (II, Eriksson) Grijshuid, overwinnaar in de Slag bij Fitjar, derde zoon van Erik Bloedbijl, de troon overnam.
Haakons leven is in verschillende saga's beschreven, in Heimskringla, Håkon den godes saga (geschreven door Snorri Sturluson) vinden we zijn biografie, en in Håkonarmål (door Eyvind Finsson Skaldespiller) lezen we over de Slag bij Fitjar en Haakons overlijden. Het onderwerp hier is de innerlijke onrust die de nieuwe en de oude religies hadden veroorzaakt.